# Marcial Calleja

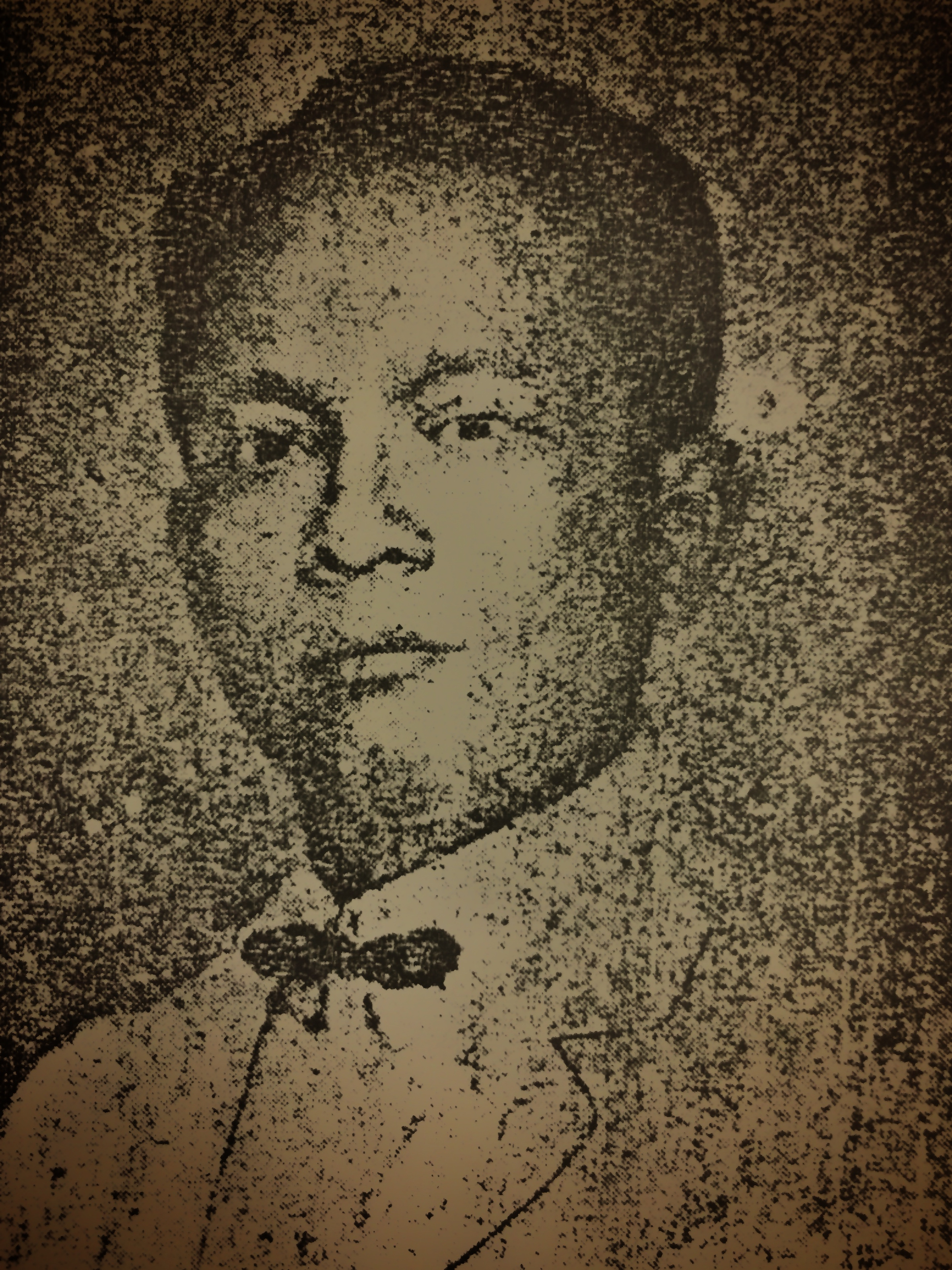
Marcial Calleja

Marcial Calleja (Malinao, 22 augustus 1863 - Manilla, 5 mei 1914) was een Filipijns advocaat en politicus. Calleja was een van de leden van het Malolos Congres en was van 1910 tot 1912 ook lid van de tweede Filipijnse Assemblee.

## Biografie
Marcial Calleja werd geboren op 22 augustus 1863 in Malinao in de Filipijnse provincie Albay. Hij was de oudste van drie kinderen van landbouwer Juan Calleja en Silvestre Casitas. Na het voltooien van zijn middelbareschoolopleiding aan het seminarie van Nueva Cáceres vertrok Calleja voor vervolgstudie naar de Filipijnse hoofdstad Manilla. In 1885 voltooide hij aan de University of Santo Tomas een opleiding Landmeetkunde. Nadien werkte hij tot 1891 als peritos tasadores (land taxateur) voor de overheid in de provincie Laguna. Later was hij gemeentesecretaris, eerst in Albay en aansluitend in Batangas. In 1895 voltooide Calleja een bachelor-opleiding rechten aan de University of Santo Tomas.
Tijdens de Filipijnse Revolutie was hij gemeentesecretaris in Albay en was hij samen met Salvador del Rosario afgevaardigde voor Albay in het Malolos Congres, het parlement van de Filipijnse revolutionaire beweging. Na de revolutie werd Callejo in 1900 toegelaten tot de Filipijnse balie. Op 14 mei 1901 werd hij aangesteld als fiscal (aanklager) voor de provincie Albay. Later was hij tot december 1908 nog assistent aanklager op het kantoor van de Attorney General. 
Eind 1909 werd Calleja namens de Federal Party gekozen in het tweede Filipijnse Assemblee als afgevaardigde van het eerste kiesdistrict van Albay. Een jaar na zijn verkiezing werd hij getroffen door een verlamming, waaraan hij in 1914 op 50-jarige leeftijd uiteindelijk ook aan overleed. Hij was getrouwd met Teresa Asenjo en kreeg met haar acht kinderen. Een van hen, Ambrosio Calleja was ook advocaat en een van de leden van de Constitutionele Conventie 1934-1935. Callejo werd begraven op La Loma Cemetery in Manilla.

### Boeken
- Hector K. Villarroel (1965), Eminent Filipinos, National Historical Commission
- Arsenio E. Manuel (1970) Dictionary of Philippine Biography, Volume II, Filipiniana Publications, Quezon City
- Carlos Quirino (1995) Who's who in Philippine history, Tahanan Books, Manilla

### Websites
- Online Roster of Philippine Legislators, website Filipijns Huis van Afgevaardigden (geraadpleegd op 19 juni 2020)
- Chan Robles Law Firm, Lijst met Filipijnse advocaten - C, website Chan Robles Law Firm (geraadpleegd op 19 juni 2020)